# Servië op het Eurovisiesongfestival 2010
Servië nam deel aan het  Eurovisiesongfestival 2010 in Oslo, Noorwegen. Het was de vierde deelname van het land aan het Eurovisiesongfestival. De RTS was verantwoordelijk voor de Servische bijdrage voor de editie van 2010.

## Selectie
De Servische inzendingen voor het Eurovisiesongfestival werden tot en met 2009 geselecteerd via de nationale voorronde Beovizija. In 2009 zorgde deze show echter voor controverses, toen er grote fouten werden gemaakt bij de televoting en publieksfavorieten door de vakjury werden uitgeschakeld. In 2010 koos omroep RTS daarom voor een andere methode.
Goran Bregović werd door de RTS gevraagd een drietal nummers te componeren voor drie verschillende acts. Marina Tucaković schreef de teksten. Uiteindelijk werden Emina Jahović, Milan Stanković en het duo Oliver Katić en Jelena Marković na een auditie intern geselecteerd door Bregović en de RTS. Zij namen het tegen elkaar op in de show Tri pa jedan za Oslo, die werd gehouden op 13 maart 2010. De winnaar werd bepaald door middel van televoting.
| Artiest                            | Lied                                  | Televoting      | Plaats |
| ---------------------------------- | ------------------------------------- | --------------- | ------ |
| Emina Jahović                      | "Ti kvariigro" (Ти квариигро)         | 49,706 (38,50%) | 2      |
| Milan Stanković                    | "Ovo je Balkan" (Ово je Балкан)       | 58,428 (45,26%) | 1      |
| Oliver Katić feat. Jelena Marković | "Predsedniče halo" (Председниче хало) | 20,971 (16,24%) | 3      |

## In Oslo
Milan Stanković trad op het Eurovisiesongfestival eerst aan in de eerste halve finale. Hij eindigde hierin op de vijfde plaats, waarmee hij zich kwalificeerde voor de finale van 29 mei 2010. Met 72 punten behaalde Servië in de finale vervolgens de dertiende plaats. Van Bosnië en Herzegovina kreeg Stanković het maximum van 12 punten.
2007 · 2008 · 2009 · 2010 · 2011 · 2012 · 2013 · 2014 · 2015 · 2016 · 2017 · 2018 · 2019 · 2020 · 2021 · 2022 · 2023 · 2024 · 2025
Albanië · Armenië · Azerbeidzjan · België · Bosnië en Herzegovina · Bulgarije · Cyprus · Denemarken · Duitsland · Estland · Finland · Frankrijk · Georgië · Griekenland · Ierland · IJsland · Israël · Kroatië · Letland · Litouwen · Macedonië · Malta · Moldavië · Nederland · Noorwegen · Oekraïne · Polen · Portugal · Roemenië · Rusland · Servië · Slovenië · Slowakije · Spanje · Turkije · Verenigd Koninkrijk · Wit-Rusland · Zweden · Zwitserland